# Rio de San Luca - Rio dei Barcaroli - Rio de San Moisé
Il Rio de San Luca assieme al Rio dei Barcaroli e al Rio de San Moisé, situati tutti interamente nel sestiere di San Marco di Venezia, è stato da sempre il percorso acqueo preferenziale per collegare l'area realtina a quella marciana (e anche alla Dogana da Mar), grazie alla loro continuità e al loro parziale andamento rettilineo da nord a sud che taglia la grande ansa meridionale del Canal Grande. Nei secoli passati l'intero tracciato è stato definito anche Rivo Minutolo (o dialettalmente Rio Menuo) o Rio de le Poste.

## Origine degli idronimi
Per i canali ai due estremi del percorso il nome deriva dalle due chiese di antica fondazione che vi si affacciano quella: dedicata all'Evangelista Luca e quella dedicata al Patriarca Mosé. Per la parte centrale veniva originariamente utilizzato l'idronimo di Rio Menuo, in unione con l'attuale Rio Menuo o de la Verona che vi converge ad angolo retto. Verso la meta dell'Ottocento iniziò a sostituirvisi il nome di Rio dei Barcaroli, probabilmente per la presenza di uno stazio di traghettatori verso il centro. Il nome Menuo, nei documenti storici definito anche Rivo de Minutolo che potrebbe far pensare anche al riferimento al nome di una famiglia ma parrebbe anche valido il significato di piccolo (menuo nel vecchio dialetto veneziano) sebbene nelle scritture storiche talvolta affiori la definizione di Rio Menuo (o anche Rio de le Poste) per tutto il tracciato da san Luca a San Moisé.

## Descrizione
Il Rio de San Luca parte dal Canal Grande in direzione sud-sud-est e dopo 197 metri, senza alcuna deviazione o variazione. Un tempo lvi sfociavano altri due rii interrati nell'Ottocento: a ovest il Rio dei Assassini ora Rio Terà dei Assassini e a est il Rio de San Paterninan in parte inglobato nel Campo Manin e in parte, più lontano, nel breve segmento che fiancheggia il moderno edificio della banca col nome di Rio Terà San Paternian.
All'altezza dell'innesto da ovest del Rio Menuo o de la Verona si trasforma in Rio dei Barcaroli e prosegue per 137 metri ricevendo, poco dopo la confluenza da est del Rio dei Fuseri e, verso il termine, da ovest del Rio de la Vesta.
Con una repentina svolta a sinistra e dopo una ventina di metri a destra si trasforma in Rio de San Moisé per un ulteriore tratto di 202 metri per sboccare in di nuovo in Canal Grande, vicino alla grande apertura del Bacino San Marco.
Sul canale passano sei ponti:
- Ponte del Teatro, tra la facciata della chiesa di San Luca e quella del cinema Rossini, costruito sul sito del più antico Teatro San Benetto dei Griman[7]i; il ponte attuale, costruito in ferro e ghisa risale al 1883, con restauri nel 1935 e fin Novecento; la prima notizia di un ponte in legno in quella posizione risale al Sabellico nel 1502; Coronelli lo descrive costruito in pietra ma risulta demolito perché i Grimani ne costruirono – forse abusivamente – uno in legno per accedere al teatro immediatamente abbattuto per l'opposizione dei Magno e subito ricostruito visto il grande accesso di pubblico; dopo l'incendio del teatro nel 1774 fu ricostruito sempre in legno nel 1809 e restaurato nel 1827[8];
- Ponte di San Paternian, collega il Campo Manin alla Calle San Paternian che, col dedalo di viuzze che seguono, porta al museo di Palazzo Fortuny; la dedica a San Paterniano può apparire incongrua se non si pensa a alla calle ora scomparsa e inglobata (assieme gli edifici che la chiudevano a sud) nell'allargamento di Campo Manin a fine Ottocento[9]; le origini sono antichissime e per qualche secolo fu l'unico ponte a collegare le due sponde nella zona; con gli interventi del 1883 ne fu moficata la pendenza dei gradini e vi si aggiunse la ringhiera metallica[10];
- Ponte de la Cortesia, che collega il Campo Manin alla Calle de la Cortesia che porta in direzione dei Campi Sant'Anzolo e Santo Stefano; un tempo ad uso privato e venne passato ad uso pubblico nel 1843[11]; è probabilmente di costruzione settecentesca in quanto non compare in documenti precedenti[12];
- Ponte dei Barcaroli o del Cuoridoro, che mette in comunicazione la Calle del Frutariol con la Frezzaria; compare già nella pianta del de' Barbari del 1500 e il Coronelli lo descrive in pietra e con le bande; sicuramente ricostruito nell'Ottocento eliminando gli stemmi dei Provveditori de Comun fu radicalmente restaurato nel 1989[13];
- Ponte Piscina di Frezzaria, che mette in comunicazione Calle drio la Chiesa  con la Piscina de Frezzaria; costruito dopo il 1842[11] su sollecitazione della direzione del Teatro la Fenice per garantire un ulteriore accesso all'area con il tipico arco ottocentesco a tre centri[14];
- Ponte san Moisé, tra il campo della chiesa e la Calle larga XXII marzo, costruito spazioso a fine Ottocento in conformità con i lavori di ristrutturazione dell'area[15]; già dalla fine del XV secolo esisteva un ponte in pietra che venne restaurato nel 1846 ma i grandiosi progetti del 1880 ne sollecitarono il rifacimento[16].

## Luoghi d'interesse
Sul canale si affacciano numerosi edifici di pregio, pregio riscontrabile non solo nei palazzi patrizi ma anche in molti definibili come edilizia minore di cui sovente non è tramandato il nome.
Sponda ovest
- Palazzo Corner Contarini dei Cavalli, palazzo tardo gotico con successive trasformazioni;
- Palazzo Contarini, edificio rinascimentale, vi si incontrano già delle prime suggestioni di Sebastiano Serlio[17];
- Cinema Rossini, il moderno edificio ora ridotto a multisala e supermercato, sorge sul sito dell'antico Teatro San Samuele di proprietà dei Grimani;
- Palazzetto Pisani Revedin, piccolo edificio gotico;
- Casa di Daniele Manin, tra gli edifici minori è da segnalare il bel palazzetto manierista a cui rivolge lo sguardo la statua del patriota veneziano al centro del campo sulla riva opposta;
- Palazzo Marcello, grande palazzo gotico, già dei Mora e degli Zon, è passato ai Marcello nell'Ottocento[18];
- Palazzo Salvadori Tiepolo, edificio gotico trecentesco[19]
- Calle larga XII marzo (così intitolata in memoria della cacciata degli austriaci nel 1848)[20], apre dopo il ponte un'area completamente ristrutturata a fine Ottocento[21];
- Palazzo Barozzi Erno Treves de Bonfili, il grande edificio barocco si presenta con due facciate, quella sul Rio de San Moisè più estesa e completa, più ridotta quella sul Canal Grande[22].

Sponda est
- Palazzo Grimani, costruito da Michele Sanmicheli dopo la metà del Cinquecento;
- Chiesa di San Luca, edificio religioso ricostruito nel Seicento;
- Palazzetto dei Magno, oltre alla tipica facciata gotica trecentesca è da segnalare il duecentesco portale a ghimberga sul campiello retrostante[23];
- Campo Manin, completamente trasformato nei secoli XIX e XX;
- Palazzo Contarini del Bovolo, più noto per la curiosa scala a chiocciola visibile dal lato opposto, esterna si affaccia sul canale l'ampia facciata gotica;
- Palazzo Molin del Cuoridoro, grande palazzo gotico quattrocentesco posto all'angolo col Rio dei Fuseri[24];
- Palazzetto Rossini, edificio gotico rimaneggiato nei secoli successivi[25];
- Palazzo Basadonna, edificio rinascimentale, sulla facciata una lapide ricorda che qui il giovanissimo Mozart ricevette ospitalità[26];
- Palazzo Cocco, edificio rinascimentale di gusto lombardesco[27];
- Chiesa di San Moisé, estremo esempio di barocco veneziano, opera di Alessandro Tremignon;
- Hotel Bauer-Grünwald, la facciata modernissima (1950 circa) completa il corpo neogotico verso il Canal Grande costruito dal 1898 da Giovanni Sardi; sul sito sorgeva un tempo il Teatro San Moisè; all'estremo della facciata verso la chiesa un monumentale portale barocco segnala i resti della Scuola dei Fabbri edificio condiviso con la Scuola del Santissimo Sacramento della parrocchia di San Moisè.